# Harmstonia jamaicensis
Harmstonia jamaicensis är en tvåvingeart som beskrevs av Robinson 1975. Harmstonia jamaicensis ingår i släktet Harmstonia och familjen styltflugor.
Artens utbredningsområde är Jamaica. Inga underarter finns listade i Catalogue of Life.